# Sisonke Xonti
Sisonke Iyonde Xonti (* ≈1989) ist ein südafrikanischer Jazzmusiker (Tenor- und Sopransaxophon, auch Gesang, Komposition)

## Leben und Wirken
Xonti, der in Khayelitsha bei Kapstadt aufwuchs, wollte in der Grundschule zunächst Zugposaune lernen, entschied sich dann aber aufgrund des Instrumentenmangels für eine Klarinette. Mit 13 Jahren wechselte er zum Saxophon. Über Ezra Ngcukana, der mit seinem Vater bekannt war, wurde er zwei Jahre später Mitglied bei den Little Giants, zu denen damals auch Darren English, Lwanda Gogwana und Keenan Ahrends gehörten (Album 2006). Damals beeinflusste ihn auch Winston Mankunku Ngozi. Ab 2007 studierte er an der Universität Kapstadt Musik, entschied sich dann aber für ein Studium der Rechtswissenschaften, das er auch abschloss. Zwischen 2004 und 2006 gehörte er zur National Schools Big Band unter Leitung von Mike Rossi und 2007 sowie 2009 zur National Youth Jazz Band unter Leitung von Andrew Lilley bzw. Feya Faku. Während seiner Studienzeit trat er weiterhin auf und spielte häufig mit Musikern wie Kesivan Naidoo, Shane Cooper und Bokani Dyer. In der Band von Jimmy Dludlu tourte er in Afrika, China, Réunion, der Schweiz und anderen Ländern. Auch war er an dem Sampler Winter in Cape Town, Volume Three beteiligt, wie im Spiegel bemerkt wurde.
2013 entschied Xonti sich dafür, Berufsmusiker zu werden und zog nach Johannesburg. Dort arbeitete er zunächst mit Thandi Ntuli (The Offering) und mit Sisa Sopazi (Images & Figures), aber auch mit McCoy Mrubata. Über Nduduzo Makhathini und Ayanda Sikade lernte er Herbie Tsoaeli kennen (Live-Album), über diesen Zim Ngqawana, der eine seiner größten Inspirationen war.  Xontis Debütalbum Iyonde (2017) demonstrierte nicht nur seine überragende Bläserarbeit, sondern auch seine überzeugende Stimme als Komponist und seine Kreativität als Arrangeur. 2020 folgte sein Album uGaba The Migration. Weiterhin spielte er als Saxophonist in Dominic Eglis Plurism, im Benjamin Jephta Quintet, bei Mabuta, bei Siya Makuzeni und bei Marcus Wyatt.
2020 wurde Xonti mit dem Standard Bank Young Artist Award im Jazzbereich ausgezeichnet.